# Аксёново-Зиловское городское поселение
Городско́е поселе́ние «Аксёново-Зиловское» — муниципальное образование в Чернышевском районе Забайкальского края Российской Федерации.
Административный центр — пгт Аксёново-Зиловское.

## История
Статус и границы городского поселения установлены Законом Читинской области от 19 мая 2004 года «Об установлении границ, наименований вновь образованных муниципальных образований и наделении их статусом сельского, городского поселения в Читинской области».

## Население
| 2009  | 2010  | 2011  | 2012  | 2013  | 2014  | 2015  |
| ----- | ----- | ----- | ----- | ----- | ----- | ----- |
| 4061  | ↘3517 | ↘3499 | ↘3393 | ↘3314 | ↘3234 | ↘3223 |
| 2016  | 2017  | 2018  | 2019  | 2020  | 2021  |       |
| ↘3158 | ↘3108 | ↘3060 | ↘3038 | ↘2990 | ↘2785 |       |

## Состав городского поселения
| № | Населённый пункт   | Тип населённого пункта          | Население |
| - | ------------------ | ------------------------------- | --------- |
| 1 | Аксёново-Зиловское | пгт, административный центр     | ↘2746     |
| 2 | Арчикой            | посёлок железнодорожной станции | ↗48       |
| 3 | Зудыра             | железнодорожная станция         | →32       |